# Demonax maximus
Demonax maximus är en skalbaggsart som beskrevs av Maurice Pic 1922. Demonax maximus ingår i släktet Demonax och familjen långhorningar.
Artens utbredningsområde är Laos. Inga underarter finns listade i Catalogue of Life.